# Elbistan
Elbistan è una città della Turchia, capoluogo dell'omonimo distretto della provincia di Kahramanmaraş.

## Geografia fisica
Elbistan si trova a un'altitudine di 1150 m sul livello del mare, sul torrente Sögütlü, un affluente del fiume Ceyhan, in una grande pianura ricca di corsi d'acqua. La pianura è circondata dalle montagne del Tauro. Il Şar Dağı, con un'altitudine di 1300 m si trova vicino alla città.

Il territorio è conosciuto per essere molto arido, ma è anche il luogo dove nasce il fiume Ceyhan che irriga tutta l'area. La piana di Elbistan è la quarta più grande della Turchia.

## Toponimo
Il nome di "Elbistan" è stato pronunciato allo stesso modo nelle fonti bizantine e islamiche. 
Elbistan è noto come, nelle fonti bizantine: Plasta, Ablastha; nelle fonti Armene: Ablasta, Ablastayn; nelle fonti arabe: Ablestin, Abulusteyn, Ablusteyn; nelle fonti persiane: Ablistin.
Successivamente l'Impero ottomano la conquistò nel XVI secolo, e si cominciò a chiamare la città col nome odierno. Tra le popolazioni rurali di Elbistan, la città viene pronunciata Albıstan.

## Storia
Nei tempi antichi, la città più importante della zona fu Arabissus (l'attuale Afşin) al centro della pianura.
Nell'età del bronzo all'inizio Elbistan era Lawazantiza parte del regno Kizzuwatna e infine divenne annessa con Šuppiluliuma I (c. 1355-1320 a.C.) all'Impero ittita.
Con il declino della città di Arabissus, che fu distrutta dagli Hamdanidi nel X secolo, l'importanza di Elbistan nella regione aumenta.
Dopo la battaglia di Manzicerta nel 1071 Elbistan faceva parte dei domini dell'ex generale bizantino Philaretus Brachamius, di Germanikeia (oggi Kahramanmaraş) che ha cercato di tenere insieme i resti dell'Impero nel sud-ovest della Penisola anatolica. 
Dal 1097 al 1105, Elbistan è conquistata dai crociati. 
Elbistan più tardi vide cambiare frequentemente i suoi governanti, per le ripetute guerre tra i Danishmendidi, i Selgiuchidi di Rum e il Principato di Antiochia, fino a divenire parte dell'Impero selgiuchide nel 1201.
Nel 1277 i Mamelucchi di Baybars, provenienti dall'Egitto, sconfiggono i Chupanidi dell'Iran che lambivano questi confini, e guidati dal Sultano Baybars sconfiggono nell'aprile del 1277 l'esercito mongolo ilkhanide nella Battaglia di Elbistan, anche se Baybars preferì ritirarsi e tornare a Damasco quando seppe dell'arrivo di Abāqā con un forte esercito, morendo di lì a poco, il 30 giugno 1277.
Nel 1339, Elbistan divenne capitale della dinastia dei Dulqadiridi. Più volte saccheggiata e distrutta, nel 1400 da Timur e nel 1507 dagli iranici Safavidi. La città è stata la capitale del Beylicato di Dulkadiroğlu.
La regione venne incorporata nell'Impero ottomano poco prima della campagna contro i Mamelucchi d'Egitto nel 1512, anche se ad alcuni governatori locali vennero riconosciuti diversi gradi di autonomia, in particolare nelle località di Haticepınar e Kasanlı.
Nel 1515 gli Ottomani conquistarono Elbistan.

## Economia
C'è un grande giacimento carbonifero di lignite vicino Elbistan, che alimenta due centrali elettriche di proprietà statale e gestite da Elektrik Uretim A.Ş. (EÜAŞ).